# Робер Герен
Робер Герен (нар. 28 червня 1876 — †1952) — французький журналіст і перший президент (обіймав дану посаду з 1904 по 1906 рік) та один із засновників Міжнародної федерації футболу. Уродженець Франції.

## Біографія
За основним видом діяльності, був журналістом, працював у французькому виданні Le Matin («Вранці»), Герен був активно залучений у футбол через його роль як генерального секретаря футбольного відділення Спілки французьких товариств атлетичних видів спорту (фр. Union des Sociétés Françaises de Sports Athlétiques, USFSA), саме там він почав закликати до створення єдиної футбольної організації, підкріплюючи їх публікаціями в газеті.
1 травня 1904 року Бельгія і Франція організували перший міжнародний футбольний матч між збірними двох країн, Герен скористався цією нагодою, щоб зустрітися з представниками футбольних організацій і поговорити про об'єднання. 21 травня 1904 він скликав установчі збори за участі представників перших семи країн-членів у Парижі для підписання акту про заснування ФІФА та погодження першого статуту цієї організації. 22 травня 1904 Герен — на той час йому було лише 28 років — був обраний президентом на першому Конгресі ФІФА і залишався на своєму посту протягом двох років, за цей час ще вісім асоціацій приєдналися до ФІФА, в тому числі — англійська Футбольна Асоціація.
В 1906 році запропонував ідею проведення першого міжнародного чемпіонату, та ідея мала обмежений успіх. Так, як ФІФА не вдавалося організувати міжнародний турнір, і в той же час не було єдності всередині французької футбольної федерації — Робер став поступово віддалятися від справ ФІФА, перекладаючи все більшу частину обов'язків на віце-президента Віктора Шнайдера. Він навіть не був присутній на зборах організації 1906 року в столиці Швейцарії ― Берні, коли на його місце був обраний англієць Деніел Берлі Вулфолл.
В період з 1904 по 1906 — він також був тренером національної збірної Франції з футболу.
Інженер-механік за фахом.
Нагороджений орденом Почесного легіону.